# 英國家戶長期追蹤資料庫

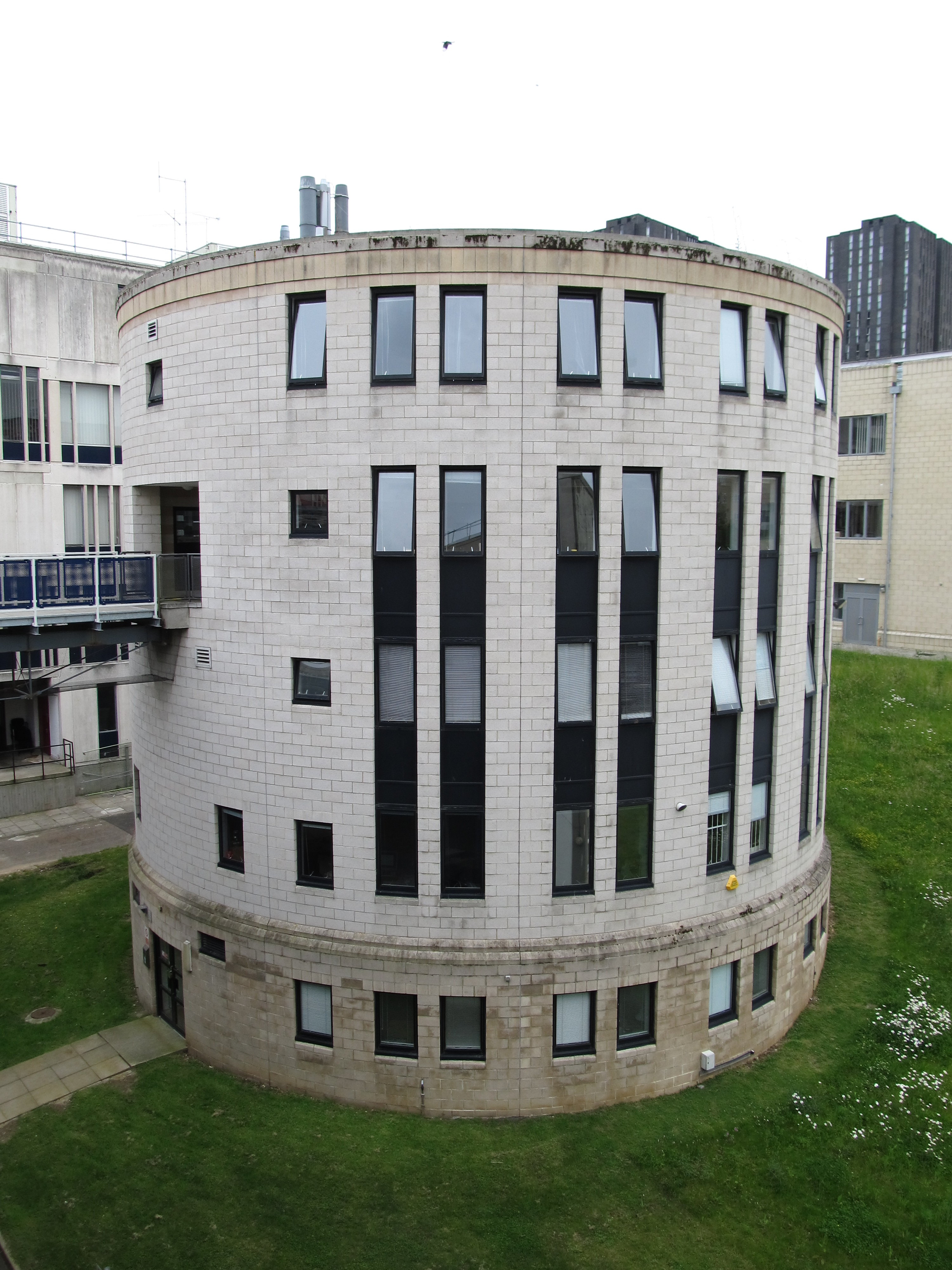
英國家戶長期追蹤資料庫位於拉布·巴特勒大樓內。

英國家戶長期追蹤資料庫（British Household Panel Survey，BHPS）是由英國艾塞克斯大學社會經濟研究所（Institute for Social and Economic Research of the University of Essex）創立執行、管理的資料庫，可供社會與經濟研究使用，其首份家戶樣本訪談資料建立於1991年。家戶長期追蹤資料庫裡的家庭每年都會受到研究人員追蹤訪問，並將其成果建為資料庫，廣為應用於社會、經濟變遷的量化分析中。在此之前，類似的資料庫有創立於1960年代的美國密西根大學國民收支動態追蹤調查研究。
英國家戶長期追蹤資料庫所進行的工作屬於貫時性研究，橫跨不同時間、資料。2008年，該資料庫被整合進英國家戶貫時性研究中；另外，它的資料也整合進歐洲社區家戶追蹤調查（European Community Household Panel）和跨國數據檔案裡，後者包括來自美國、加拿大、澳洲與德國的縱橫資料。

## 外部連結
- 英國家戶貫時性研究官方網站 （页面存档备份，存于） （英文）